# Pieczersk (rejon smoleński)
Pieczersk (ros. Печерск) – wieś (ros. деревня, trb. dieriewnia) w zachodniej Rosji, w osiedlu wiejskim Pieczerskoje rejonu smoleńskiego w obwodzie smoleńskim.

## Geografia
Miejscowość położona jest nad Wiazowieńką, przy drodze regionalnej 66N-1807 (Awtozaprawocznoj Stancyi – Smoleńsk), 1 km od drogi magistralnej M1 «Białoruś», 1,5 km od centrum administracyjnego osiedla wiejskiego (sieło Pieczersk), 9 km od Smoleńska.
W granicach miejscowości znajdują się ulice: Centralnaja, Cwietocznaja, Jużnaja, Ługowaja, Majskaja, Minskaja, Minskij pierieułok, Nowaja, Pobiedy, Pridorożnaja, Prioziornaja, Rakitnaja, Sławianskaja, Sołniecznaja, 1-yj Sołniecznyj pierieułok, 2-oj Sołniecznyj pierieułok, Sportiwnaja, Zielonaja.

## Demografia
W 2007 r. miejscowość zamieszkiwało 286 osób (w 2010 r. – 133).